# Wkręt (osteosynteza)
Wkręty (ang. screw) to jedne z najczęściej spotykanych elementów do osteosyntezy, m.in. dzięki temu, iż mogą być nie tylko wykorzystane samodzielnie, lecz również jako część bardziej skomplikowanego systemu stabilizacyjnego. Każda śruba, która jest użyta do wytworzenia ucisku między fragmentami nazywana jest lag screw (śruba otulająca). Wkręty tego typu nie zabezpieczają złamań przed ugięciem i rotacją, więc w celu zabezpieczenia, powinny być użyte dodatkowe urządzenia. 
Wyróżniamy trzy główne grupy wkrętów do osteosyntezy oraz czwartą, bardziej ogólną:
- gąbczaste (cancellous screw) – przeznaczone do istoty gąbczastej, nie posiadają gwintu w części trzonowej, dzięki czemu mogą być użyte jako śruby otulające,

- korowe (cortical screw) – przeznaczone do istoty zbitej, posiadają gwint na całej długości,

- drążone (inaczej kaniulowane, cannulated screw) – są podobne do śrub gąbczastych, lecz dodatkowo są wydrążone w środku na całej długości wkrętu - otwór ten ma na celu ułatwienie precyzyjnego umiejscowienia śruby w kości – ponieważ druty Kirschnera nie powoduje znacznych uszkodzeń kości przy wprowadzaniu i usuwaniu, stąd najpierw odpowiednie miejsce na złamanej kości jest wyszukiwane drutem, a dopiero później śruba drążona zakładana jest na drut przez otwór i sprowadzana do powierzchni kości – dopiero wtedy śruba jest wkręcana odpowiednim urządzeniem, a drut Kirschnera usuwany,

- specjalizowane – w tym przypadku można wymienić takie rozwiązania jak śruby Herberta (śruba podobna do wkrętu drążonego, jednak zamiast główki posiada drugi gwint o nieco większym skoku) oraz Acutrack (gwint na całej długości wkrętu, wkręt nie posiada główki) używane do leczenia złamań np. kości łódeczkowatej.